# پیتیریم سوروکین
پیتیریم آلکساندروویچ سوروکین (به روسی: Питири́м Алекса́ндрович Соро́кин)؛ (به انگلیسی: Pitirim Alexandrovich Sorokin)؛ (۸ ژانویه ۱۸۸۹–۱۱ فوریه ۱۹۶۸) جامعه‌شناس آمریکایی روسی‌تبار بود.

## زندگی
سوروکین در ۲۱ ژانویه ۱۸۸۹ در شهر توریا واقع در جمهوری کومی روسیه، واقع در شمال غربی اروپا زاده شد.
وی، استاد دانشگاه پتروگراد بود و در سال ۱۹۱۷ به‌عضویت دولت انقلابی کرنسکی درآمد و در سال ۱۹۲۲ پس از محاکمه و تبعید، در همان‌ سال به‌ آمریکا مهاجرت نمود. نخست در دانشگاه مینه‌سوتا و سپس دانشگاه هاروارد به‌تدریس مشغول شد. تحقیقات وی در زمینه جامعه‌شناسی فرهنگی از مهم‌ترین کارهای اوست.
سوروکین در ۷۹ سالگی در ۱۱ فوریه ۱۹۶۸ در شهر وینچستر، ماساچوست ایالات متحده درگذشت.

## واقعیت فرهنگی
واقعیت‌های فرهنگی جامعه بر اساس نظریه سوروکین، منتج از تأثیرات سه‌جانبه و بغرنجی است که میان فرهنگ‌های ادراکی (ماده‌گرایی متأثر از علوم تجربی)، فرهنگ‌های عقیدتی (تحت اقتدار تصورات اعتقادی) و فرهنگ‌های ایده‌آلیستی (منشعب از تجربه عقلانی)، در جریان است. سوروکین بنیان‌گذار تئوری تقارب که در جامعه‌شناسی از اهمیت ویژه‌ای برخوردار است، می‌باشد.

## نظریه‌های سوروکین
سوروکین به سه نظریه مهم پرداخته‌است: تمایز اجتماعی، قشربندی اجتماعی، تضاد اجتماعی

### تمایز اجتماعی
تمایز اجتماعی (به انگلیسی: Social Differentiation): ایده تمایز اجتماعی سه نوع روابط اجتماعی را توصیف می‌کند: اولین مورد ، خانوادگی است که معمولاً برای آن تلاش می‌کنیم. این رابطه است که بیشترین همبستگی را دارد ، ارزش‌های همه افراد درگیر در نظر گرفته می‌شود و تعامل زیادی وجود دارد.

### قشربندی اجتماعی
قشربندی اجتماعی (به انگلیسی: Social Stratification): به این واقعیت اشاره دارد که همه جوامع به صورت سلسله مراتبی تقسیم شده‌اند، دارای اقشار بالا و پایین هستند و توزیع نابرابر ثروت، قدرت و نفوذ در بین اقشار وجود دارد. بین این اقشار همیشه تحرک وجود دارد: افراد یا گروه‌ها ممکن است سلسله مراتب را بالا یا پایین ببرند و قدرت و نفوذ خود را به دست آورند یا از دست بدهند.

### تضاد اجتماعی
تضاد اجتماعی (به انگلیسی: Social Conflict): به نظریه جنگ سوروکین اشاره دارد. صلح اعم از داخلی یا بین‌المللی، مبتنی بر شباهت ارزش‌ها در یک کشور یا بین ملل مختلف است. جنگ زمانی که ارزش‌ها از بین می‌روند یک مرحله مخرب دارد و هنگامی که برخی از ارزش‌ها بازیابی می‌شوند، مرحله نزولی دارد. سوروکین تصور می‌کرد با افزایش همبستگی و کاهش تضاد، تعداد جنگ‌ها کاهش می‌یابد. اگر ارزش‌های یک جامعه به جای خودخواهی بر نوع دوستی تأکید می‌کرد، وقوع جنگ کاهش می‌یافت.